# Hartmut Dieterich
Hartmut Dieterich (* 19. August 1931 in Reichenbach im Eulengebirge, Provinz Niederschlesien; † 9. April 2020) war ein deutscher Rechtswissenschaftler für das Bau- und Bodenrecht und emeritierter Hochschullehrer. Er war unter anderem Professor für Vermessungswesen und Bodenordnung an der Universität Dortmund und Autor des Standardwerks zur städtebaulichen Umlegung.

## Leben und Wirken
Hartmut Dieterich, Sohn von Margarete Dieterich, geborene Hoffmann, und des promovierten Dekans Eberhard Dieterich, studierte 1951 zunächst ein Jahr Politik und Volkswirtschaft an der Pacific University in Forest Grove, Oregon. An den Universitäten Tübingen und Kiel studierte er anschließend weiter Volkswirtschaft und Jura. 1956 absolvierte Dieterich in Kiel das erste juristische Staatsexamen und in Hamburg 1960 das zweite Staatsexamen. Parallel promovierte ihn die Universität Kiel zum Dr. jur. Er war evangelisch und heiratete 1957 Beate Buchwald. Aus der Ehe gingen vier Kinder hervor.
Von 1966 bis 1973 leitete Dieterich das Amt für Bodenordnung in Stuttgart. Von 1973 bis 1977 war er Referent für Recht und Praxis der Bodenbewertung im Bundesministerium für Raumordnung, Bauwesen und Städtebau in Bonn. 1977 folgte er einem Ruf der Universität Dortmund. In der Nachfolge von Walter Seele war Dieterich bis zu seiner Emeritierung 1996 Inhaber des Lehrstuhls Vermessungswesen und Bodenordnung an der Fakultät Raumplanung. Ihm folgte 1998 Benjamin Davy.
Dieterich befasste sich intensiv mit der Theorie der Bodenwertbildung, der Bodenwirtschaft, der Bodenordnung und der Bodenbesteuerung der Bodenrente. In den Lehrveranstaltungen war es ihm wichtig, „den Studenten die Grundlagen der Bodenverfassung und Bodenordnung deutlich und klar zu machen, daß Planung immer auf Boden stattfindet, der jemandem gehört, nicht nur auf weißen Blättern Papier, auf denen sich immer trefflich planen läßt.“ Seine Forschungs- und Lehrarbeit war international. Dieterich hatte Gastprofessuren in Turin und Newcastle upon Tyne und enge Kontakte zur Universität in Tomsk. Er hat im Auftrag des Bundesministeriums und von einigen Landesministerien umfangreich zur Weiterentwicklung des Bau- und Bodenrechts und dessen Umsetzung geforscht.
Dieterich ist Verfasser des Standardwerks Baulandumlegung und war Autor für den Abschnitt Grundstückswertermittlung im von Werner Ernst, Willy Zinkahn und Walter Bielenberg herausgegebenen Standard-Kommentar zum Baugesetzbuch. Zusammen mit R. H. Williams und  B. D. Wood hat er in sechs Bänden unter dem Titel European urban land and property markets das Ergebnis eines europäischen Forschungsprojekts zum Vergleich von Grundstücksmärkten herausgegeben. Er war Mitglied in zahlreichen Gutachterausschüssen für Grundstückswerte und Umlegungsausschüssen.

## Auswahl von Ämtern und Mitgliedschaften
- Mitglied der Europäischen Akademie der Wissenschaften und Künste
- ehemaliges Mitglied im Kuratorium des vhw – Bundesverband für Wohnen und Stadtentwicklung
- Mitglied der Deutschen Akademie für Städtebau und Landesplanung
- ehemaliges Vorstandsmitglied der Gesellschaft für Immobilienwirtschaftliche Forschung
- ehemaliger Vorsitzender des Kuratoriums des Förderkreises Vermessungstechnisches Museum.[4]

## Veröffentlichungen (Auswahl)
- Baulandumlegung. 5. Auflage. C.H. Beck, München 2006, ISBN 3-406-54225-5.
- Bodenpolitik in Deutschland. In: Neue Zeitschrift für Miet- und Wohnungsrecht. 1998, S. 289–295.
- Mehr Konsens innerhalb fester Rahmenbedingungen. In: Beate und Hartmut Dieterich (Hrsg.): Boden – Wem nützt er? Wen stützt er? Neue Perspektiven des Bodenrechts. Braunschweig 1997, S. 229–239.
- mit Egbert Dransfeld und Dagmar Joeris: Bauland schaffen – Baulücken schließen. Neue Instrumente zur Mobilisierung von Bauland. Hrsg.: Ministerium für Stadtentwicklung, Kultur und Sport des Landes  Nordrhein-Westfalen. 1995 (Abschlußbericht zum Modellprojekt Kommunales Bodenmanagement und Baulückenprogramme).
- mit Egbert Dransfeld und Dagmar Joeris: Forschungsprojekt Recht der Enteignung nach §85 BauGB. Abschlußbericht. Hrsg.: Bundesministerium für Raumordnung, Bauwesen und Städtebau. 1995.
- mit Egbert Dransfeld und Dagmar Joeris: Urban land and property markets in Germany. In: Hartmut Dieterich, R.H. Williams, B.D. Wood (Hrsg.): European urban land and property markets. London 1992.
- Bodenordnung und Bodenpolitik. In: Helmut Jenkis (Hrsg.): Kompendium der Wohnungswirtschaft. München 1991, S. 250–273.
- mit Beate Dieterich: Sicherung der Sanierungs- und Entwicklungsziele während der Bauphase. In: Vermessungswesen und Raumordnung. 1982, S. 200–206.
- mit Jürgen Koch: Bauleitplanung – Recht und Praxis. Stuttgart 1977.
- Die freiwillige Bodenordnung nach dem Stuttgarter Modell. In: Württembergische Gemeindezeitung. 1972, S. 306–310.
- mit Peter Conradi und Volker Hauff: Für ein soziales Bodenrecht. Notwendigkeiten und Möglichkeiten. Europäische Verlagsanstalt, Frankfurt a. M. 1972.
- mit Christian Farenholtz und Friedrich-Otto Blumers: Städtebauförderungsgesetz für die Praxis. Gesetzestext und systematische Darstellung des praktischen Verfahrensablaufs von Sanierungs- und Entwicklungsmassnahmen. 1972.